# Thần Tài

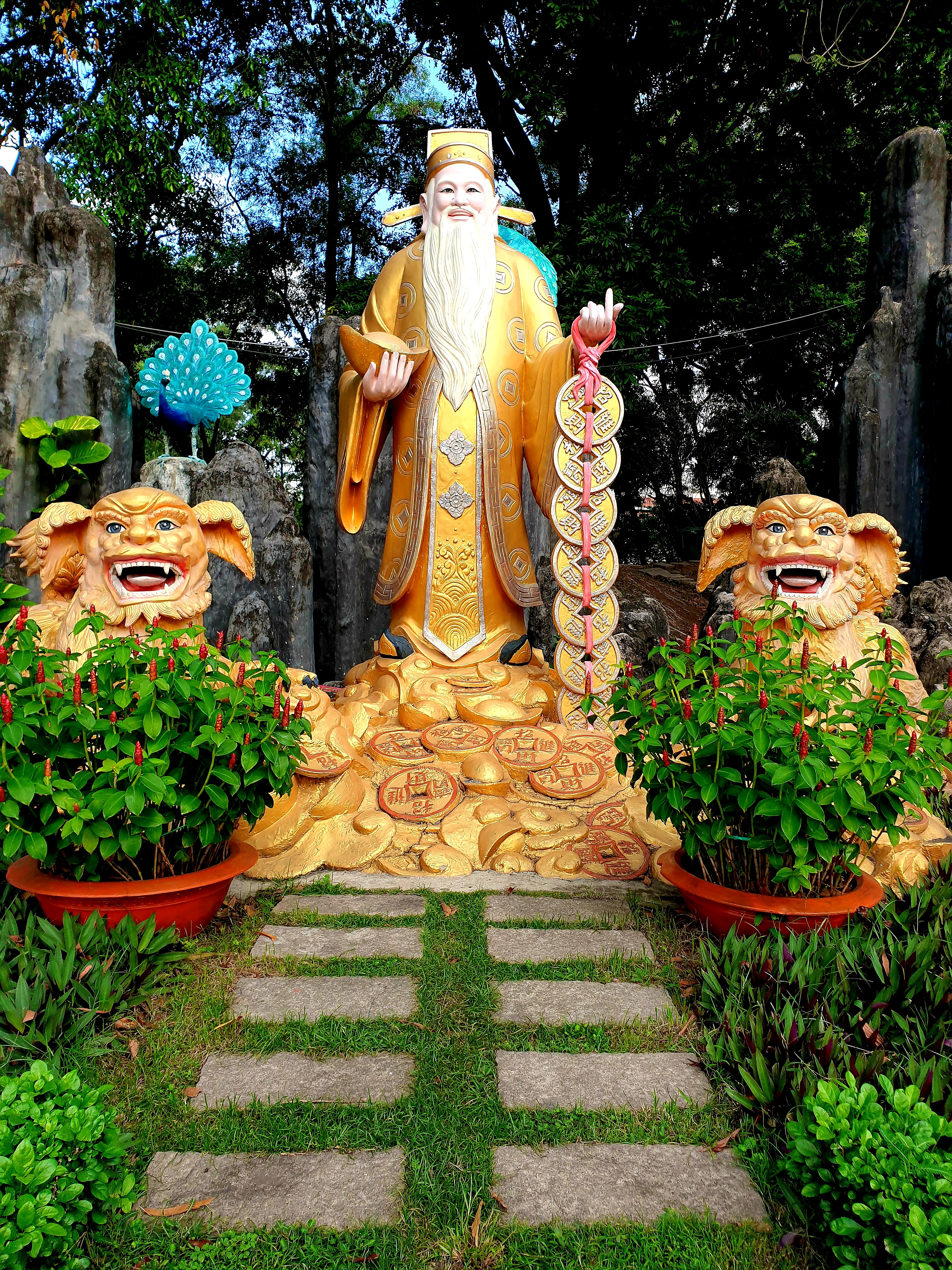
Tượng ông Thần tài ở công viên Lê Thị Riêng

Thần Tài (財神/Tài thần) là một vị thần trong tín ngưỡng Việt Nam và một số nước phương Đông. Đây là vị thần theo quan niệm dân gian sẽ đem lại tiền tài, may mắn. Người ta thường vẽ ông hình một người mặt đen, râu rậm, tay cầm roi, cưỡi cọp đen. Dân gian còn gọi ông là Tài Bạch Tinh Quân (財帛星君) hay Triệu Công Nguyên Soái (趙公元帥). Người đời vẽ ông trên một cái đĩa làm bằng kim loại trên bàn thờ để thờ cúng. Người Việt thường thờ ông Thần Tài vào ngày mồng 10 tháng giêng Âm lịch.
Theo truyền thuyết Trung Hoa, thần tài gồm 5 vị tương ứng với 5 hướng Đông Tây Nam Bắc và Trung tâm. Bao gồm: Trung Bân Tài Thần 中斌財神 Vương Hợi 王亥 (Trung), Văn Tài Thần 文財神 Tỷ Can 比干 (Đông), Phạm Lãi 范蠡 (Nam), Võ Tài Thần 武財神 Quan Công 關公 (Tây) và Triệu Công Minh 趙公明 (Bắc). Thần tài cũng được đánh đồng với vương thúc Tỷ Can, vị trung thần bị Trụ Vương hại chết theo lời xúi giục của Đát Kỷ.

## Thờ cúng

### Vật cúng Ông Địa
Nếu như Thần Tài người ta cúng tỏi hay hoa quả thì trái lại Thổ Địa lại cúng chuối xiêm, điếu thuốc lá hay có khi cúng cả ly cà phê. Thông tường Thần Tài người Hoa kính trọng và khấn vái nhiều, thì trái lại người Việt luôn luôn khấn vái Ông Địa. Có câu: Lạy ông Địa cúng nải chuối là câu khấn thường xuyên, giá trị vật cúng thường thấp hơn vật mất hay vật cần khấn. Vào ngày tết, vai trò của Thần Tài càng được xem trọng hơn. Người ta lo trang hoàng nhà cửa, sửa soạn cho ông sạch sẽ, nếu vị thần này đã quá cũ hay bị hư thì sẽ thỉnh vị mới về. Họ tin rằng năm mới, mọi thứ đều ngăn nắp và Thần Tài có sạch sẽ thì làm ăn mới phát tài.

### Bố trí bàn thờ

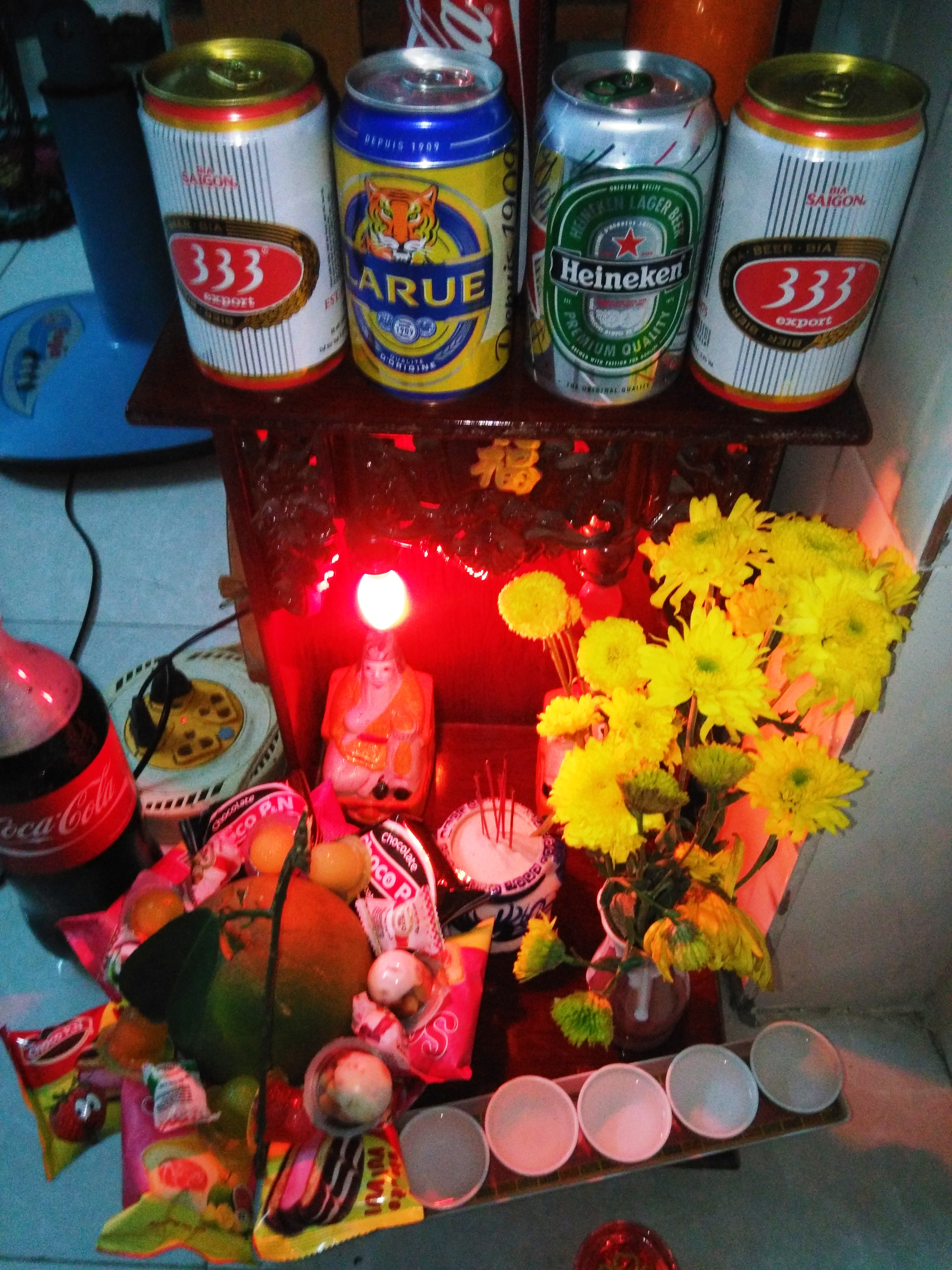
Bàn thờ Thần Tài và ông Địa phổ biến ở Nam Bộ, bàn thờ được lập ở góc nhà

Bàn thờ Thần Tài được lập ở những góc nhà chứ không phải nơi cao ráo như bàn thờ Tổ tiên, Thổ công hay Thánh Sư. Bàn thờ Thần Tài chỉ là 1 sập sơn son thếp vàng phía trên đề là Tụ Bảo Đường (聚寶堂). Phía trong khảm là bài vị hoặc thùng gỗ dán giấy đỏ ở xung quanh, phía trong dán bài vị, cũng được viết trên giấy đỏ. Bài vị được viết bằng mực nhũ kim với nội dung như sau:
Ngũ phương Ngũ thổ Long thần,
(五方五土龍神)
Tiền hậu địa Chủ Tài thần.
(前後地主財神)
2 bên bài vị có câu đối viết bằng chữ Hán:
土能生白玉,
地可出黃金.
Phiên âm Hán-Việt là:
Thổ năng sinh bạch ngọc,
Địa khả xuất Hoàng Kim.
Dịch ra tiếng Việt là:
Đất đai sinh ra ngọc trắng,
Đất có thể hiện ra vàng ròng.
Nội dung câu đối có thể thay đổi, nhưng bao giờ cũng phải trình bày thành 1 đôi dán ở 2 bên bài vị, mỗi bên có 1 câu. Trên đỉnh bàn thờ, lắp 2 ngọn đèn (được thắp sáng liên tục khi thắp hương). 2 bên, phía bên trái (từ ngoài nhìn vào) là ông Thần tài, phía bên phải là Ông Địa. Ở giữa 2 ông là 1 hũ gạo, 1 hũ muối và 1 hũ nước đầy (không nên đầy quá). 3 hũ này chỉ đến cuối năm mới thay. Giữa bàn thờ là 1 bát nhang, bát nhang này khi bốc phải theo một số thủ tục nhất định. Để tránh động bát nhang khi lau chùi bàn thờ, người ta dán chết bát nhang xuống bàn thờ bằng keo, băng dính... Khi đang làm ăn tốt mà xê dịch bát nhang gọi là bị động bát nhang, mọi chuyện trở nên trục trặc liền.
Theo nguyên lý Đông Bình - Tây Quả, nên đặt lọ hoa bên tay phải, đĩa trái cây bên tay trái. Thường nên cắm hoa hồng, hoa cúc, hoa đồng tiền. Trái cây nên sắp ngũ quả (5 loại trái cây). Thường ở ngoài nơi bán đồ thờ cúng sẵn, người ta có 1 cái khay xếp 5 chén nước thành hình chữ Nhất (一) - người cúng thường mua về sắp lại thành chữ Thập (十), và cũng là tương trưng cho Ngũ hành phát sinh phát triển. Ông Cóc được để bên trái, ở phía trước Thần Tài, sáng quay Cóc ra ngoài, tối quay Cóc vào trong. Ngoài cùng trên mặt đất, người ta chọn 1 cái tô sứ thật đẹp, nông lòng, đổ đầy nước và ngắt những bông hoa trải trên mặt nước.

## Ở Việt Nam

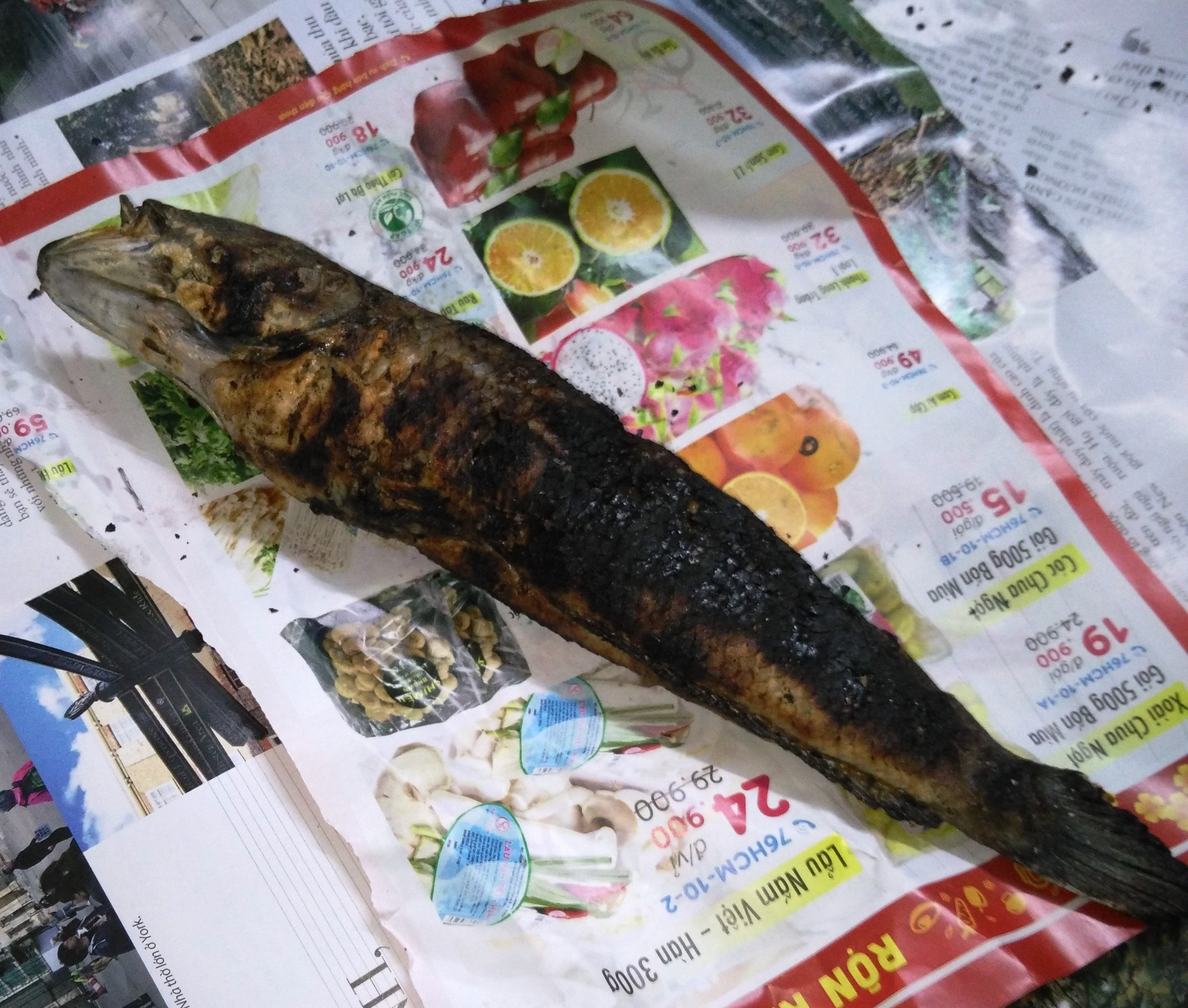
Một con cá lóc đồng nướng cúng Thần Tài ở Bình Tân (hình chụp ngày 25/2/2018, nhằm ngày 10 tháng giêng ÂL, là ngày vía Thần Tài ở Việt Nam)

Hoạt động tín ngưỡng thờ cúng Thần Tài ở Việt Nam của người Việt rất khác với người Trung Quốc, cùng thờ ông Thần Tài nhưng tại Việt Nam, nhất là ở miền Nam, ông Thần Tài được thờ chung bàn thờ với ông Địa và bàn thờ được đặt thấp ở xó xếp chứ không như người Trung Quốc, lễ vật thờ cúng cũng giản dị và tùy tâm. Có một quan niệm sai lầm ngày nay là ngày Mồng 10 tháng Giêng, tức là ngày Mồng 10 Tết Nguyên đán được người miền Nam cho làm ngày thờ thần tài đầu năm hay còn gọi là ngày vía Thần Tài - nguyên gốc là ngày vía đất ở miền Nam (mùng 9 vía trời mùng 10 vía đất), ko biết từ bao giờ biến thành ngày vía thần Tài mua vàng rồi lan ra cả nước. 
Vào ngày vía Thần Tài, nhiều cửa hàng, xí nghiệp, cơ sở buôn bán, người kinh doanh buôn bán sẽ khai trương, mở hàng, bán mì xưa, có nơi còn tổ chức múa lân có ông địa tại cơ sở kinh doanh, nhiều người còn đốt vàng mã. Trong dịp này nhiều người dân còn tấp nập, đổ xô đi mua vàng vào ngày vía Thần Tài, món cá lóc nướng hay còn gọi là cá lóc vía Thần Tài là món ăn được người dân Nam Bộ ưa chuộng để cúng Thần Tài trong dịp này, dịp này nhiều người dân ưa chuộng ăn món cá lóc nướng. Ở Việt Nam còn có Đền thờ Thần Tài tại Đà Nẵng với Lễ hội Thần tài cầu may mắn dịp đầu năm mới.